# Libre para elegir
Libre para elegir (Free to Choose) es un libro de 1980 y un programa de televisión de diez capítulos transmitido por la televisora pública PBS, autoría de los economistas Milton Friedman y Rose Friedman. Tanto el libro como la serie abogan por los principios del libre mercado y hacen un análisis económico de la política abordando el sistema político que corre paralelo al sistema económico. Fue también una respuesta a un libro y serie de televisión anterior: La era de la incertidumbre, del conocido economista John Kenneth Galbraith.

## Información general
El libro Libertad de elegir: Una declaración personal sostiene que el libre mercado funciona mejor para todos los miembros de una sociedad, ofrece ejemplos de cómo el libre mercado genera la prosperidad, y afirma que puede resolver los problema que otros métodos han fracasado. Fue publicado en enero de 1980, con 297 páginas y contiene 10 capítulos.
Contrariamente a la práctica habitual, el libro fue escrito después de que se produjera la serie de televisión. El libro estaba en la lista de superventas de los Estados Unidos durante 5 semanas. PBS transmitió la serie, comenzando en enero de 1980, el formato general fue la de visitas y narraciones de Friedman sobre una serie de historias de éxito y fracaso en la historia, que Friedman atribuye al capitalismo o la falta del mismo (por ejemplo, Hong Kong es elogiado por sus mercados libres, mientras que la India es vituperada por confiar en la planificación centralizada en especial para la protección de su industria textil tradicional). Tras el show principal, Friedman participaba en un debate con una serie de polemistas seleccionados procedentes de los sindicatos, la academia y la comunidad empresarial, como Donald Rumsfeld (entonces de GD Searle & Company) y Frances Fox Piven de la Universidad de la Ciudad de Nueva York. Los interlocutores hacen observaciones a las propuestas presentadas por Friedman, quien a su vez responde. Después del episodio final, Friedman tiene una entrevista con Lawrence E. Spivak.
La serie se retransmitió en 1990 con Linda Chávez en la moderación de los episodios. Arnold Schwarzenegger, Ronald Reagan, Steve Allen y otros dan presentaciones personales para cada episodio de la serie. Esta vez, después de la parte documental, Friedman se sienta con un solo oponente para debatir las cuestiones planteadas en el episodio.

## Posiciones defendidas
Los Friedman -en la obra- defienden las políticas económicas del laissez-faire, a menudo critican las políticas intervencionistas del gobierno y su costo en las libertades personales y la eficiencia económica dentro de los Estados Unidos y el extranjero. Los autores argumentan en contra de los impuestos del gobierno sobre la gasolina y el tabaco y la regulación gubernamental de los sistemas de escuelas públicas. Los Friedman argumentan que la Reserva Federal, exacerbó la Gran Depresión al negarse a prevenir la disminución de la oferta monetaria en los años previos a la misma.
En el tema del bienestar, los Friedman sostienen que las prácticas actuales de bienestar están creando "tutelados del Estado" en lugar de "individuos independientes", y sugieren un impuesto negativo como una alternativa menos perjudicial. Los Friedman también abogan por la abolición de la Food and Drug Administration, un control más estricto de la oferta monetaria de la FED, y la derogación de leyes que favorecen a los sindicatos.

## Episodios
Versión original de 1980 en español
1. ¿Quién protege al consumidor?[3]
2. El poder del mercado[4]
3. La tiranía del control[5]
4. Anatomía de la crisis[6]
5. ¿Quién protege al trabajador?[7]
6. ¿Cómo permanecer libres?[8]
7. ¿Qué está mal en nuestras escuelas?[9]
8. Creados iguales[10]
9. ¿Cómo curar la inflación?[11]
10. De la cuna a la tumba[12]

Versión actualizada de 1990
1. El poder del mercado - Introducción por Arnold Schwarzenegger[13][14]
2. La tiranía del control - Introducción por George Shultz[15]
3. Anatomía de la crisis - Introducción por Ronald Reagan[16]
4. De la cuna a la tumba - Introducción por David Friedman[17]
5. Creados iguales - Introducción por Steve Allen[18]